# Château de Teillan
Le château de Teillan est un château situé à Aimargues, dans le département du Gard et la région Languedoc-Roussillon. C'est aujourd'hui une propriété privée. Il est entouré d'un parc paysager composé au XIXe siècle où on peut voir des stèles romaines, des bornes milliaires, une noria, un mikveh ainsi que des vestiges du XVIIe siècle.
Ce château fait l’objet d’une inscription au titre des monuments historiques depuis le 8 juin 1995.
Il peut se visiter l'été et lors des Journées européennes du patrimoine.

## Historique
Depuis 1991-1992, on situe à 2 km au nord-est du château, près du mas de la Jasse d'Isnard, un ancien castrum romain répondant au nom de villa Telianum (ou Théliné) avec son église Saint-Silvestre, ayant été occupé du Ier au VIe siècle, puis aux Xe – XIIe siècles. 
Le domaine était originellement appelé « Grand-Teillan », pour le distinguer du « Petit-Teillan », devenu le mas de Praviel au XIXe siècle.
Pour sa part, le château appartint à l'abbaye de Psalmody puis entra dans les possessions de la famille de Bornier. En 1608, il est racheté par Philippe de Bornier qui le dote d'une porte Renaissance et un pigeonnier de 1 500 nids. Enfin, au XVIIIe siècle, il passe à la famille d'Adhémar. C'est d'ailleurs au château de Teillan que mourut le préfet Pierre Melchior d'Adhémar en 1821.

## Particularités

### Inscriptions latines
La collection lapidaire du château a été réunie au XVIIe siècle par Simon de Bornier, qui avait obtenu l'autorisation de la constituer en 1635.

#### Milliaires
Le parc du château contient huit ou neuf bornes milliaires romaines attribués sans certitude à la Voie Domitienne :
| CIL             | Illustration | Inscription                                               | Retranscription | Géolocalisation             |
| --------------- | ------------ | --------------------------------------------------------- | --- | --------------------------- |
| CIL XII, 5633   |              |                                                           | Imp(erator) [Caesar] / divi f(ilius) A[ug(ustus) pontif(ex)] / max<i=U>[mus co(n)s(ul) XII] / co(n)s(ul) desig(natus) [XIII] / imp(erator) XIII[I tribunicia] / potest[ate XX] | ...                         |
| CIL XII, 5638   |              | TI CAESAR DIVE AUGF AUG PONTIF MAX TRI POT XXXIIII LXXIII | Ti(berius) Caesar / divi Aug(usti) f(ilius) Aug(ustus) / pontif(ex) max(imus) / trib(unicia) pot(estate) XXX[III] / refecit et / restituit / LXXIII                            | 43° 39′ 01″ N, 4° 11′ 49″ E |
| CIL XII, 5643   |              | …                                                         | Imp(erator) Caesar / divi f(ilius) Aug(ustus) pont(ifex) / max(imus) co(n)s(ul) XII [co(n)s(ul)] / desig(natus) XIII imp(erator) [XIIII] / trib(unicia) pot(estate) XX         | 43° 39′ 35″ N, 4° 11′ 25″ E |
| CIL XII, 5644   |              | ...                                                       | Imp(erator) Caesar / divi f(ilius) Aug(ustus) pontif(ex) / max<i=U>mus co(n)s(ul) XII / co(n)s(ul) designat(us) XIII / imp(erator) XIIII tribunicia / potestate XX             | 43° 39′ 35″ N, 4° 11′ 26″ E |
| CIL XII, 5645   |              | …                                                         | Ti(berius) Claudius / Drusi f(ilius) Caesar / Aug(ustus) Germanicus / pontif(ex) max(imus) trib(unicia) / pot(estate) co(n)s(ul) desig(natus) II / imp(erator) II refecit      | 43° 39′ 35″ N, 4° 11′ 25″ E |
| CIL XII, 5646   |              | …                                                         | Ti(berius) Claudius / Drusi f(ilius) Caesar / Aug(ustus) Germanic(us) / pontif(ex) max(imus) trib(unicia) / pot(estate) co(n)s(ul) desig(natus) II / imp(erator) II refecit    | 43° 39′ 03″ N, 4° 11′ 48″ E |
| CIL XII, 5647   |              | …                                                         | Ti(berius) Claudius / Drusi f(ilius) Caesar / Aug(ustus) Germanicus / pontif(ex) max(imus) trib(unicia) / pot(estate) co(n)s(ul) desig(natus) II / imp(erator) II refecit      | 43° 39′ 03″ N, 4° 11′ 48″ E |
| CIL XII, 5648   |              | …                                                         | Imp(eratori) Caes(ari) / Fl(avio) Claudio / Iuliano / vict(ori) ac tr(iumphatori) / Pio Felici / semp(er) Aug(usto)                                                            |                             |
| CIL XII, 5649 ? | …            | …                                                         | Ti(berius) Caesar / divi Aug(usti) f(ilius) Aug(ustus) / pontif(ex) max(imus) / trib(unicia) pot(estate) XXX[III] / refecit et / restituit / LXXXIIII                          | ...                         |

#### Autels, stèles et dédicaces
| CIL           | Illustration | type                                                           | Inscription                                                                          | Géolocalisation             |
| ------------- | ------------ | -------------------------------------------------------------- | ------------------------------------------------------------------------------------ | --------------------------- |
| CIL XII, 4093 | ...          | autel funéraire, avec épitaphe de Terentia Primilla            | D(is) M(anibus) / Terentiae / Primillae / Lucia / Terentia / filiae / pientissim(ae) | ...                         |
| CIL XII, 4171 |              | stèle, avec épitaphe de Martia (et un fragment supplémentaire) | D(is) M(anibus) / Martia / Flaviae / lib(erta) viva / sibi posu/it                   | 43° 39′ 35″ N, 4° 11′ 26″ E |
| CIL XII, 2896 | ...          | dédicace à Cérès                                               | Cereri sacrum / Sex(tus) Oleatius V[e]getius v(otum) s(olvit) l(ibens) m(erito)      | ...                         |
| ILGN 524      |              | stèle, avec épitaphe d'Hortensia                               | D(is) M(anibus) / Hortensiae / Phyllidis / Atil(ia) Homonea                          | 43° 39′ 38″ N, 4° 11′ 22″ E |
| ILGN 535      |              | autel funéraire, avec épitaphe de Marcus Servilius Secundus    | D(is) M(anibus) / M(arci) Servili / Secundi / Bouda soror / de suo                   | 43° 39′ 37″ N, 4° 11′ 23″ E |
| ILGN 537      |              | stèle, avec épitaphe de Tertius                                | D(is) M(anibus) / Tertio Secun/dina mater                                            | 43° 39′ 06″ N, 4° 11′ 52″ E |
| ILGN 541      | ...          | fragment d'autel                                               | ]ACCOAE[3] / [ex] testame[nto]                                                       | ...                         |

### Description du site
- Hervé Petitot, Campagne de révision de Monuments Historiques et de sites archéologiques dans la moitié sud du département du Gard. nov.-dêc. 1994, Ministère de la Culture et de la Communication, Conseil général du Gard, 1994 (avec une description et une localisation précise des éléments dans le parc et le château).
- Arnaud de Cazenove, « Le château de Teillan », Bulletin des séances de l'Académie de Nîmes, no 78,‎ 1980, p. 106-120 (OCLC 742984239).

### Toponymie
- André Gouron, « Le site de Théliné (Festus Avienus, Ora maritima, v. 687-691) (information) », dans Comptes rendus des séances de l'Académie des Inscriptions et Belles-Lettres, 136e année, n° 4, 1992. p. 813-820 (en ligne).

### Inscriptions
- Michel Provost, et al., Le Gard, 2, Paris, Académie des inscriptions et belles-lettres, 1999, s. v. « 006 - Aimargues », avec  Michel Christol, Claude Raynaud, Jean-Luc Fiches, Laurent Vidal et Hervé Petitot p. 119-122 et part. p. 120-121 pour les milliaires (Carte archéologique de la Gaule : pré-inventaire archéologique, 30/2)  (ISBN 2-87754-065-0) (partiellement en ligne) [= CAG 30/2].
- Corpus Inscriptionum Latinarum [17]. Miliaria Imperii Romani. Pars secunda, Miliaria provinciarum Narbonensis Galliarum Germaniarum, éd. par Gerold Walser, Berlin, New York, Berlin-Brandenburgische Akademie der Wissenschaften, 1986  (ISBN 978-3-11-004592-5) (carte interactive : Teillan) [= CIL XVII-2].
- Corpus Inscriptionum Latinarum [12]. Inscriptiones Galliae Narbonensis Latinae, éd. par Otto Hirschfeld, Berlin, Berlin-Brandenburgische Akademie der Wissenschaften, 1888  (ISBN 978-3-11-001389-4) (en ligne) [= CIL XII].